# 51
El año 51 (LI) fue un año común comenzado en viernes del calendario juliano, en vigor en aquella fecha. 
En el Imperio romano, era conocido como el Año del consulado de César y Escipión (o menos frecuentemente, año 804 Ab urbe condita). La denominación 51 para este año ha sido usado desde principios del período medieval, cuando el Anno Domini se convirtió en el método prevalente en Europa para nombrar a los años.

## Acontecimientos
- El emperador Claudio y T. Flavio Vespasiano ejercen el consulado.
- En la Britania romana, el gobernador Publio Ostorio Escápula derrota a Carataco y los siluros en el territorio de los ordovicos en el centro de Gales. Carataco busca refugio con Cartimandua, reina de los brigantes en el norte de Inglaterra, pero ella es aliada de Roma y lo entrega a Ostorio. A pesar de la derrota, los siluros siguen luchando.
- El capturado Carataco es exhibido encadenado en el triunfo de Claudio en Roma, pero su digna actitud convence al emperador para que se le perdone la vida y permita a su familia vivir libre en la capital durante un corto período de tiempo.

## Nacimientos
- 24 de octubre - Domiciano, emperador romano